# Лаонома
Лаонома (грец. Λαονόμη) — донька Амфітріона та Алкмени, зведена сестра Геракла (від тієї ж матері), дружина лапіта Поліфема.